# 笑着活下去
笑着活下去是一部2007年首播的都市题材苦情剧，由广州东方明珠文化传播有限公司和北京东方天星文化传媒有限公司制作并发行，林健龙、李文龙联合执导，并由姚芊羽、王琳、黄海波、萨日娜、李成儒、杨幂、林家川、赵岭等主演。本剧由电视剧《女人不哭》的原班人马打造，讲述了一个小女孩幼时被母亲遗弃，长大后历经家庭悲剧和亲人的种种伤害后，依然微笑面对人生的故事。
本剧于2007年5月初在北京开机拍摄，同年8月8日杀青关机。2007年10月26日，本剧在上海电视台电视剧频道全国首播，2008年5月24日在安徽卫视黄金档上星播出。

## 剧情
宴阳的母亲徐丽然为了生计，将仅5岁的晏阳遗弃在孤儿院的门口，而自己带着腹中的另外两个孩子嫁进了富商程泰森家。宴阳从此开始了她坎坷的人生。7岁的时候，晏阳再次见到了母亲徐丽然，然而她发现母亲已有了自己的家庭，绝望中的晏阳被卖煎饼的吴婶收留。在吴婶家中，宴阳受尽了养父和哥哥陆军的欺负。时光荏苒，晏阳成长为一位亭亭玉立的大姑娘，但是磨难并未结束。后来宴阳终于被母亲认回，但是母亲这样做的目的居然是为了让她捐出一个肾给将死的妹妹，而自己青梅竹马的男友，也被妹妹抢走，但她也因此邂逅了自己的真爱杨文榜。虽然命运让这个女孩承受了太多的磨难，但是她从来不低头服输，反而以无邪的笑容驱散着黑暗，温暖着每一个人的心……

## 演员表
| 演员   | 角色       | 简介 |
| ------ | ---------- | --- |
| 姚芊羽 | 宴阳       | |
| 黄海波 | 杨文榜     | |
| 杨幂   | 程小诺     | 宴阳的妹妹 在37集病逝。 |
| 萨日娜 | 吴婶       | 宴阳的养母。 |
| 王琳   | 徐丽然     | 宴阳的亲生母亲，在37集因重傷逝世。                                                                                                  |
| 李成儒 | 陆大宽     | 宴阳的养父 |
| 林家川 | 陆军       | 吴婶的儿子，宴阳的哥哥 后来杀死了自己的母亲和老婆，并绑架了宴阳和徐丽然，最后徐丽然与陆军同归于尽，陆军死亡，徐丽然被烧成重伤逝世。 |
| 赵岭   | 许剑锋     | 宴阳的初恋 |
| 唐宁   | 二胖       | |
| 蒋依依 | 童年宴阳   | |
| 王锐   | 少年杨文榜 | |
| 王亮   | 童年陆军   | |
| 郑伟   | 童年许剑峰 | |
| 夏德俊 | 程刚       | 宴阳的亲弟弟 |

## 奬項
- 贵州电视台2008年度“特殊贡献奖”[7]

## 收視
2008年80城市播出频道数前10名电视剧：
| 排名 | 电视剧名称 | 题材     | 播出频道数 | 单集最高收视率% |
| 6    | 笑着活下去 | 社会伦理 | 75         | 22.88           |